# Negeri Sembilan
Negeri Sembilan (ou Negri Sembilan, en Jawi : نڬري سمبيلن), (les « neuf pays » en malais), est un État de Malaisie. Il est situé au sud du Selangor et de Kuala Lumpur. À l'est il jouxte le Pahang et au sud, Malacca et Johor. 
Darul Khusus est la désignation arabe du territoire qui signifie « demeure de choix ».

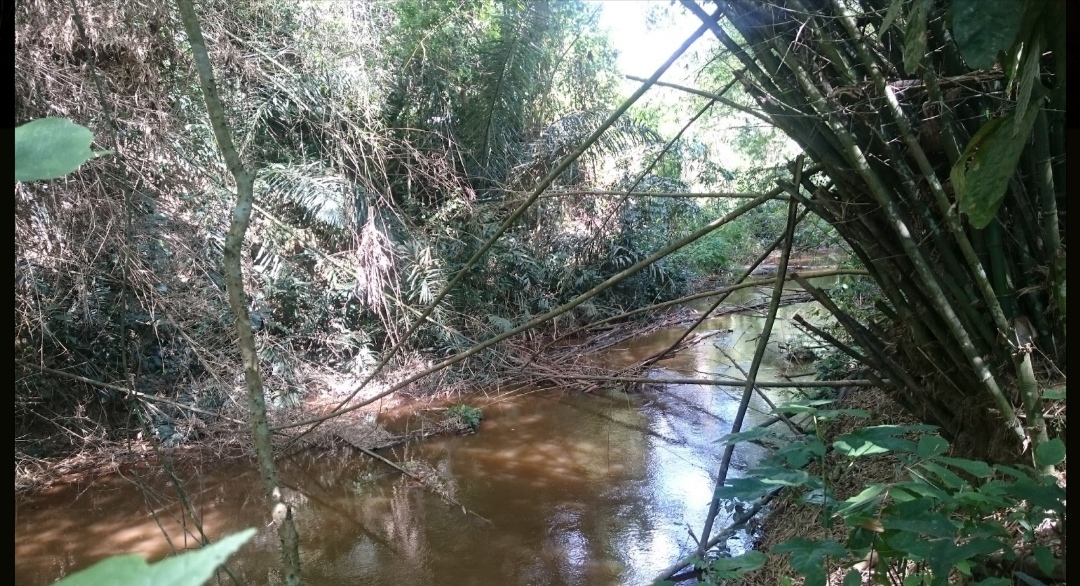
Cours supérieur de la rivière Muar, près de Kuala Pilah.

La capitale et plus grande ville est Seremban. La capitale royale est Seri Menanti, mais les villes les plus importantes hormis la capitale sont Port Dickson (en) et Nilai. 
La situation sur l'axe menant de Singapour à la capitale malaise Kuala Lumpur ont permis une industrialisation très importante notamment à Nilai et Seremban, qui font figure de villes satellites de cette dernière.

## Population

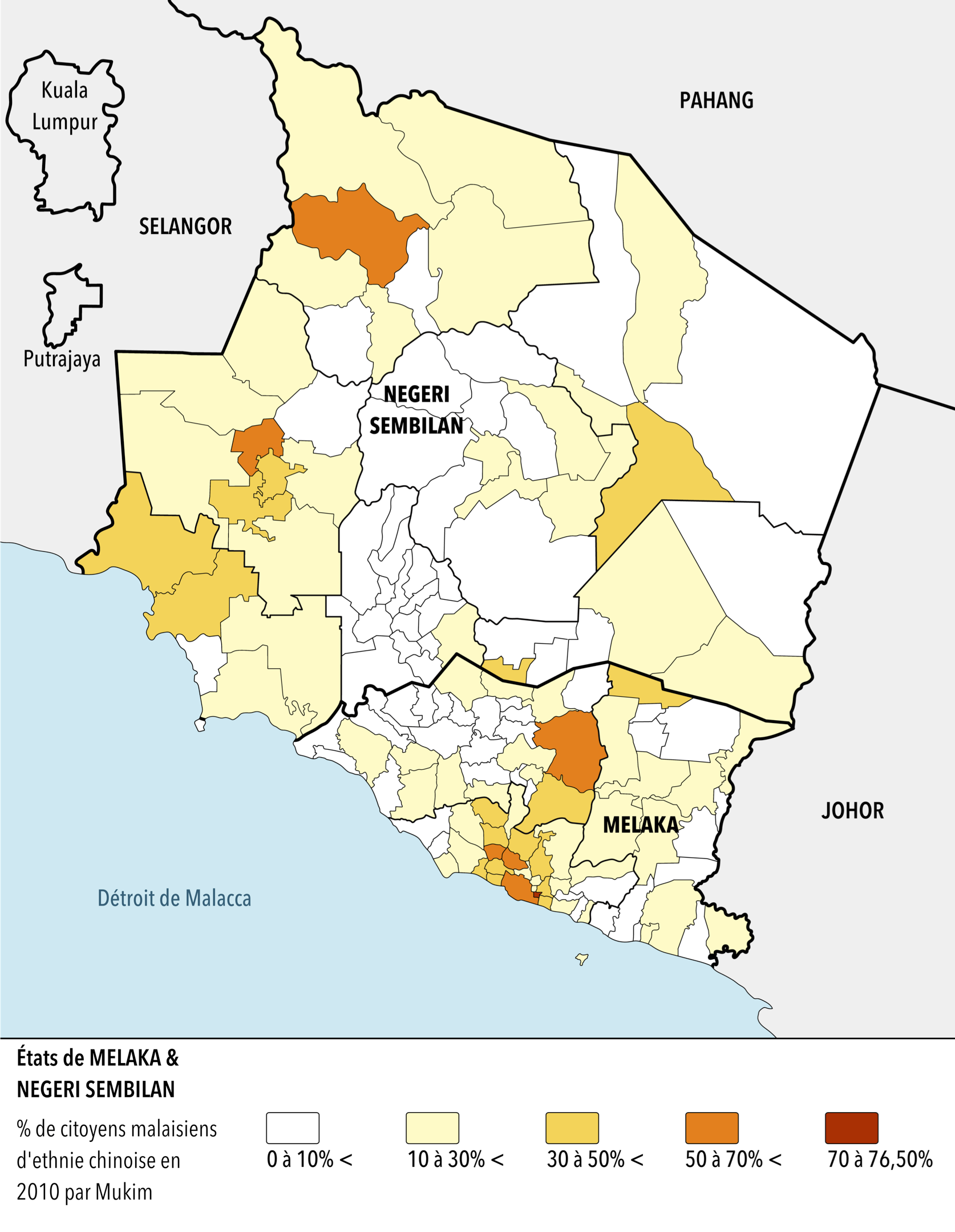
Proportion de citoyens malaisiens d'ethnie chinoise par Mukim en 2010.

En 2005 la répartition ethnique se faisait ainsi :
- Malais : 497 896 hab. (54,96 %),
- Chinois : 220 141 hab. (24,3 %),
- Indiens : 137 588 hab. (15,18 %),
- Autres : 50,267 hab. (5,54 %), majoritairement Bumiputera..

## Langue
Le malais de Negeri Sembilan est linguistiquement différent des autres parlers malais de la péninsule. Il appartient en effet à un sous-groupe dit « para-malais » qui comprend notamment le duano', une langue parlée par une population autochtone catégorisée Orang Asli, le minangkabau de Sumatra occidental et l'urak lawoi' du sud de la Thaïlande.

## Histoire
À l'origine, le Negeri Sembilan était habité par les groupes Jakun, Sakai et Semang, populations autochtones de la Malaisie, qu'on regroupe sous le vocable d' Orang Asli, nomades chasseurs-cueilleurs.
Une inscription à Pengkalan Kempas (en) témoigne de la transition en train de s'opérer dans le pays. Écrite en malais, elle est constituée de deux parties. L'une est dans une écriture d'origine indienne semblable à celle de deux pierres tombales trouvées à Minye Tujuh en Aceh, dans le nord de Sumatra. Cette partie porte la date de 1385 de l'ère Saka soit 1463 apr. J.-C. L'autre est rédigée en alphabet arabe. La pierre signale le décès d'un certain Ahmat Majanu.
Le Negeri Sembilan a été fondé au XVe siècle par des Minangkabau venus de l'ouest de l'île de Sumatra en Indonésie.
Voir aussi : Sumatra ~ Minangkabau

## Liste des districts
- Seremban
- Port Dickson
- Jelebu
- Rembau
- Tampin
- Kuala Pilah
- Jempol